# Chriodes orientalis
Chriodes orientalis là một loài tò vò trong họ Ichneumonidae.